# Филатов, Михаил Иванович
Михаи́л Ива́нович Фила́тов (16 ноября 1926 год, село Мелавка, Нижнедевицкий уезд, Воронежская губерния — 28 августа 1983 год, село Кроксово, Псковская область) — колхозник, звеньевой колхоза «Красный пограничник» Гдовского района Псковской области. Герой Социалистического Труда (1973).

## Биография
Родился 16 ноября 1926 года в крестьянской семье в селе Мелавка Нижнедевицкого уезда Воронежской губернии. Участвовал в Великой Отечественной войне с 1944 года.  Принимал участие в освобождении Псковской области от немецко-фашистских захватчиков.
После демобилизации в 1950 году поступил на учёбу в училище механизации Касторенского района Курской области, по окончании которого с 1951 года трудился в колхозе «Красный пограничник» Гдовского района. В течение первых трёх лет работал конюхом из-за отсутствия в колхозе тракторов. С 1955 года трудился на тракторе «Беларусь». Позднее был назначен руководителем картофелеводческого звена. Проработал в колхозе до 1983 года.
В 1973 году звено, руководимое Михаилом Филатовым, собрало в среднем 247 центнеров картофеля и 364 центнеров зелёной массы кукурузы с каждого гектара. В этом же году был удостоен звания Героя Социалистического Труда «за большие успехи, достигнутые во Всесоюзном социалистическом соревновании, и проявленную трудовую доблесть в выполнении принятых обязательств по увеличению производства и продажи государству зерна и других продуктов земледелия».

## Награды
- Герой Социалистического Труда — указом Президиума Верховного Совета СССР от 11 декабря 1973 года
- Орден Ленина
- Орден Октябрьской Революции
- Медаль «За отвагу»